# 이상의 날개
이상의 날개는 1968년 공개된 대한민국의 영화이다.

## 배역
- 신성일 : 이상 역
- 남정임 : 금홍 역
- 문희 : 정희 역
- 최불암
- 박기택
- 한성
- 이예성
- 김순철
- 김성옥

## 수상
- 1968년 제7회 대종상
  - 남우주연상 - 신성일
  - 조명상 - 고해진